# Nicolaas Grevinckhoven
Nicolaas Grevinckhoven (ook Grevinkhoven of Grevinchovius), ( ? - 1632, Hamburg) was een Remonstrantse predikant te Rotterdam ten tijde van het conflict tussen remonstranten en contra-remonstranten aan het begin van de zeventiende eeuw. Hij studeerde in Leiden en koos in het debat tussen Arminius en Gomarus de kant van de eerste. Na het overlijden van Arminius in 1609 was hij medeondertekenaar van de Remonstrantie van 1610 en deelnemer aan de Haagse Conferentie over de godsdienst van 1611.
In Rotterdam, waar een belangrijk deel van de bevolking de remonstrantse diensten bezocht, kwam hij in conflict met de strenge calvinisten, met name Adriaan Smout en Cornelis Geselius.
Tijdens de vervolgingen van remonstranten na de executie van Johan van Oldenbarnevelt en de Synode van Dordrecht vluchtte Grevinckhoven naar Antwerpen, waar hij in 1621 onder meer een schuilplaats bood aan de toen net uit Loevestein ontsnapte Hugo de Groot. Later ging Grevinckhoven naar Noord-Duitsland. Hij is een van de grondleggers van de Remonstrantse Gereformeerde Broederschap, tezamen met collega's als Johannes Wtenbogaert, Eduard Poppius, Karl Niëlles and Johan Arnold Corvinus.
- Biografisch Portaal: 04128926
- Gemeinsame Normdatei: 12482448X
- International Standard Name Identifier: 0000 0003 8218 735X
- Nederlandse Thesaurus van Auteursnamen: 069499438
- LIBRIS: 282033
- Système universitaire de documentation: 078131898
- Virtual International Authority File: 263341546
- WorldCat: E39PBJxxbmB7Ykjpmh6mWTYXVC